# Mood (série de televisão)
Mood é uma série de televisão de drama musical criada e escrita por Nicôle Lecky, baseada em sua peça Superhoe. A série com seis episódios estreou na BBC Three em 1º de março de 2022.

## Elenco
- Nicôle Lecky como Sasha Clayton
- Ebony Aboagye como Sasha Clayton, jovem
- Lara Peake como Carly Visionz
- Jessica Hynes como Laura Clayton
- Paul Kaye como Kevin
- Mia Jenkins como Megan Clayton
- Jordan Duvigneau como Anton
- Flo Wilson como Melrose
- Jorden Myrie como Kobi
- Jason York como Curtis
- Chantelle Alle como Abi
- Mohammad Moses Dalmar como Saleem
- Sai Bennett como Esmeralda
- Tom Moutchi como Teeg Jones
- Kiell Smith-Bynoe como Alfred
- Tom Stourton como Josh
- Renee Bailey como Paris
- Jade Thirlwall como Jade
- Anna Vakili como ela mesma
- Jess Gale como ela mesma
- Eve Gale como ela mesma
- Munya Chawawa como ele mesmo

## Lançamento
Mood foi anunciado pela primeira vez em outubro de 2021 como parte da programação de inverno da BBC que se aproximava. A BBC Three lançou o trailer da série em fevereiro de 2022. Internacionalmente, a série é distribuída pela BBC Studios. Nos Estados Unidos, a série vai ao ar pela BBC America.